# Borne de servitude militaire
Ne doit pas être confondu avec Borne de propriété militaire ou Borne milliaire.

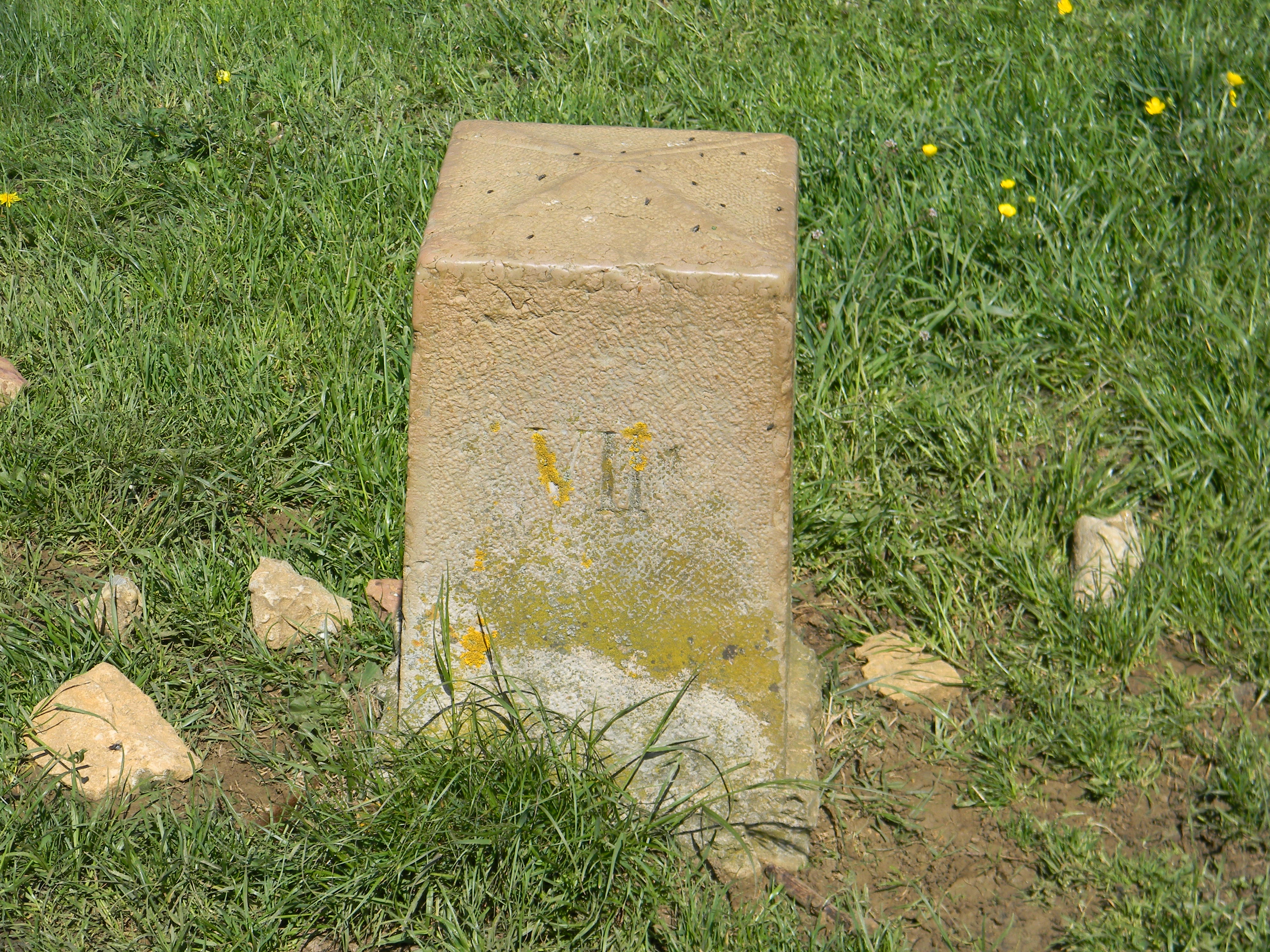
La borne de servitude VII du fort du Mont-Verdun.

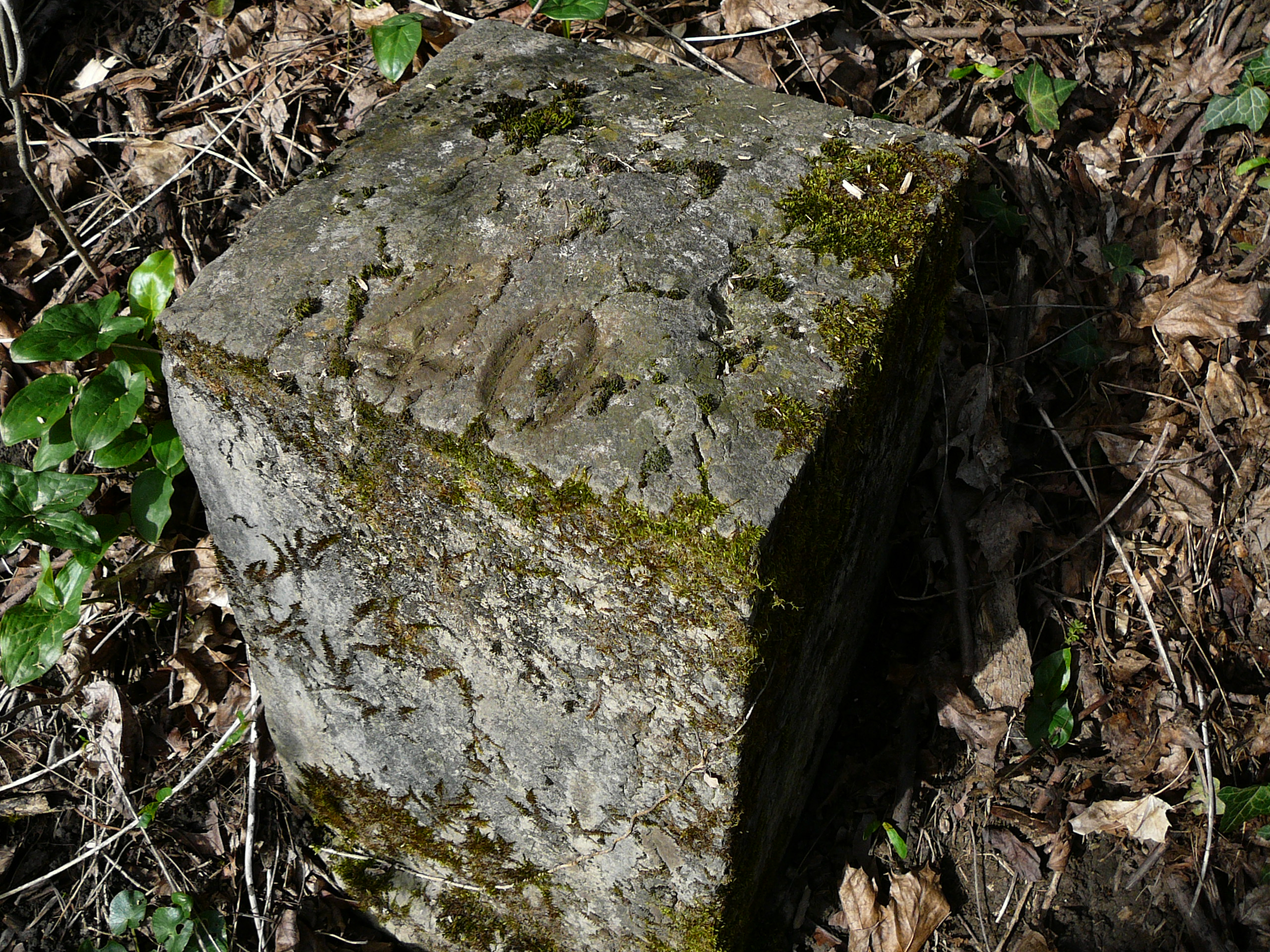
Borne de servitude no 40 au fort de Loyasse.

En France, les bornes de servitude militaire sont des balises en pierre de forme carrées et souvent gravées de chiffres romains (sauf exceptions) servant à réglementer les terrains acquis par l'armée autour des fortifications militaires datant du XIXe siècle,.
Après la guerre de succession d'Espagne, Louis XIV et Vauban sont convaincus que la défense des places impose un rayon d'attaque libre. La première ordonnance, qui détermine les limites des servitudes militaires, date du 9 décembre 1713 ; elle interdit de construire dans la zone de 250 toises. Le roi réglemente cet espace "pour la conservation des ouvrages des fortifications et pour empêcher qu'on ne bâtisse des maisons dans l'étendue qui y est marquée".

## Classes de servitudes
Le terrain est divisé en trois classes de servitude militaire :
1. La première zone, la plus proche de l'ouvrage militaire, interdit toute construction ou clôture à moins de 250 m (125 toises métriques);
2. la deuxième zone s'étend jusqu'à 487 m (250 toises) et n'autorise que les constructions en bois qui seront rasées sans indemnités en cas de guerre ;
3. la troisième et dernière zone, portée à 974 m (500 toises) pour les forts et 584 m (300 toises) pour les petits ouvrages (redoutes, batteries...), interdit l'altération du relief et des voies de communication.

Le but de la création de telles zones est de pouvoir maintenir un glacis propre et dégagé en cas d'alerte.
On retrouve ce type de bornes autour des ouvrages fortifiés Séré de Rivières et Rohault de Fleury.
Il ne faut pas les confondre avec les bornes de propriété militaire qui délimitent le terrain acquis par l'armée sur lequel est construit l'ouvrage militaire, souvent placées à quelques mètres du bâtiment, parfois gravées à même les pierres des murs. Ces bornes sont octogonales, indiquent les directions des prochaines bornes et sont gravées en chiffres arabes.
L'article 5 de l'ordonnance du 20 décembre 2004 abroge les lois associées à ces bornes.